# Changi-fa
A Changi-fa egy nagyon híres fa volt Szingapúrban, a mai Changi városrész és repülőtér területén állt. A fa magasságáról legendák szólnak, és fénykép is rendelkezésre áll, 76.2 méter magasra becsülik. Valószínű, hogy egy sindora wallichii volt.

## Történelme
1888-ban említik, hogy már közel száz éve a térképeken jelölték a fát. 1942 februárjában az angol csapatok vágták ki, mert meg akarták akadályozni, hogy a második világháborúban a japánok földrajzi behatárolás céljából használják.
A szóbeszéd szerint a fa kivágásának Szingapúr végét kellett volna jelentenie; akkoriban a japánok elég hamar el is foglalták a várost.

## Lásd még
- Híres fák listája